# Krytonosek boliwijski
Krytonosek boliwijski (Scytalopus zimmeri) – gatunek małego ptaka z rodziny krytonosowatych (Rhinocryptidae). Występuje w Andach w Boliwii i Argentynie. W Czerwonej księdze gatunków zagrożonych IUCN klasyfikowany jest jako gatunek najmniejszej troski (LC, ang. Least Concern).

## Systematyka
Takson ten po raz pierwszy zgodnie z zasadami nazewnictwa binominalnego opisali amerykańscy ornitolodzy James Bond i Rodolphe Meyer de Schauensee w 1940 roku na łamach „Notulae Naturae”. Autorzy nadali mu nazwę Scytalopus superciliaris zimmeri, uznając go za podgatunek krytonoska białobrewego, a jako miejsce typowe podali Padilla, departament Chuquisaca w Boliwii. Później krytonosek boliwijski był klasyfikowany jako podgatunek krytonoska magellańskiego (S. magellanicus), aż w końcu w 1997 roku Krabbe i Schulenberg uznali go za osobny gatunek. Jest to gatunek monotypowy.

### Etymologia
- Scytalopus: gr. σκυταλη skutalē lub σκυταλον skutalon „kij, pałka”; πους pous, ποδος podos „stopa”[9].
- zimmeri: od nazwiska Johna T. Zimmera – amerykańskiego ornitologa[10].

## Morfologia
Mały ptak, którego dziób jest czarniawy lub czarny. Nogi i stopy od bladobrązowych z przodu i brązowych od tyłu lub całkowicie jasnosłomkowożółte. Nie występuje dymorfizm płciowy. Dorosłe osobniki mają szarą głowę na szczycie z brązowawymi przebarwieniami. Nad okiem biały pasek skroniowy. Podgardle, gardło i boki szyi białe. Górne części ciała szarawe z wyraźnymi brązowawymi przebarwieniami. Zad, ogon, pokrywy nadogonowe i podogonowe matowobrązowe, pręgowane ciemniejszym odcieniem brązu. Dolna część piersi i brzuch szare.

## Zasięg występowania
Krytonosek boliwijski występuje na stokach Andów w departamentach Tarija i Chuquisaca w Boliwii oraz prowincjach Salta i Jujuy w północnej Argentynie. Zasięg występowania (EOO, Extent of Occurrence) według szacunków organizacji BirdLife International obejmuje około 65,7 tys. km². Występuje w zakresie wysokości od 1700 do 3200 m n.p.m.

## Ekologia i zachowanie
Jego głównym habitatem są skaliste wąwozy i zacienione miejsca w lasach olszowych (Alnus), mieszanych lasach olszowo-zastrzalinowych (Alnus/Podocarpus) oraz w lasach Polylepis. Spotykany jest także na otwartych przestrzeniach z trawami i głazami, w kępach traw i krzewach. Żeruje na ziemi i w jej pobliżu. W żołądkach przebadanych okazów znaleziono nasiona i ziarna piasku, w jednym były też resztki małych owadów. Długość pokolenia jest określona na 3,2 lat.

### Rozmnażanie
Istnieje bardzo mało informacji na temat rozmnażania tego gatunku. Widziano ptaki karmiące pisklęta w październiku, osobnika młodocianego odłowiono w kwietniu. Jedno znane gniazdo było umieszczone w szczelinie skalnej około 3 m nad ziemią w pobliżu wyschniętego strumienia; oboje rodzice zajmowali się pisklętami.

## Status
W Czerwonej księdze gatunków zagrożonych IUCN krytonosek boliwijski jest uznawany za gatunek najmniejszej troski (LC, ang. Least Concern). Wielkość populacji nie jest oszacowana, gatunek ten jest opisywany jako dość pospolity. Ze względu na brak dowodów na spadki liczebności bądź istotne zagrożenia dla gatunku BirdLife International ocenia trend liczebności populacji jako prawdopodobnie stabilny.